# United Nations Mission in Sudan
Die United Nations Mission in Sudan (englisch, kurz UNMIS; Mission der Vereinten Nationen im Sudan) war eine UN-Mission zur Friedenssicherung im afrikanischen Staat Sudan.
Am 9. Januar 2005 schlossen die sudanesische Regierung und die Sudanesische Volksbefreiungsarmee (SPLA) in Kenia den Naivasha-Friedensvertrag und beendeten damit den seit 1983 andauernden Sezessionskrieg im Südsudan. Der Sicherheitsrat der Vereinten Nationen beschloss daraufhin mit der Resolution 1590 am 24. März 2005 die Einsetzung einer Mission (UNMIS), die zum Ziel hatte, den Frieden in der Region Südsudans abzusichern. Die UN-Resolution 1590 von 2005 und damit die UN-Friedensmission wurde seither mehrfach verlängert.
UNMIS trat als Verhandlungsführer der internationalen Gemeinschaft in einer ähnlichen Rolle auf, wie sie während des Krieges von der Operation Lifeline Sudan wahrgenommen wurde. Die Organisation bestand aus einer militärischen und einer zivilen Komponente. Es konnten bis zu 10.000 Soldaten in dem Land stationiert werden, davon maximal 750 Militärbeobachter. Im Zivilbereich konnten bis zu 700 Polizisten im ganzen Staatsgebiet des Sudans eingesetzt werden. Insgesamt waren Soldaten und Polizisten aus 58 Nationen dort eingesetzt. Haupttruppensteller mit Verantwortung für Sektoren waren Indien, Pakistan, Bangladesch, Ägypten, Sambia und Kenia, die hierzu jeweils mindestens ein Schutzbataillon und unter Umständen auch Feldlagerbetriebskomponenten stellten. Außerdem stellte Russland Heeresfliegerkomponenten zur Luftaufklärung, während China und Kambodscha mit Feldlagerbetriebskomponenten und Logistik unterstützten.
Das Einsatzgebiet beschränkte sich seit Rückverlegung/Entwaffnung der SPLA im Raum Kassala Ende 2006 und dessen Abwicklung durch einen nepalesischen Sektor auf den Südsudan sowie die angrenzenden, umstrittenen Gebiete Abyei, Nuba-Berge und Southern Blue Nile.
Auch Deutschland beteiligte sich an der Mission. Der Deutsche Bundestag beschloss am 22. April 2005, dass sich die Bundesrepublik mit bis zu 75 unbewaffneten Militärbeobachtern sowie bis zu fünf Polizisten und Personal für die Stäbe an UNMIS beteiligen wird. Am 17. September 2008 wurde eine weitere Beteiligung vom Bundestag beschlossen. Es waren ständig 30–40 Angehörige der Bundeswehr an UNMIS beteiligt, davon vier Stabsoffiziere im Hauptquartier in Khartoum.
Im Unabhängigkeitsreferendum im Südsudan 2011, das gemäß dem Friedensabkommen abgehalten wurde, entschieden sich die Abstimmenden mit großer Mehrheit für die Unabhängigkeit. Die sudanesische Regierung kündigte daraufhin an, einer weiteren Präsenz der UNMIS auf nordsudanesischem Gebiet nach der Unabhängigkeit des Südsudans nicht mehr zuzustimmen. Das Mandat der UNMIS wurde am 11. Juli 2011 mit der Resolution 1997 des UN-Sicherheitsrates zum 9. Juli 2011 beendet, dem Tag der Unabhängigkeitserklärung des Südens. Im Mai begann die UNMIS mit dem Abzug von Personal und Ressourcen aus dem Norden.
Auf Bitte der Regierung des unabhängigen Südsudan beschloss der Sicherheitsrat der Vereinten Nationen mit der Resolution 1996 des UN-Sicherheitsrates die Nachfolgemission UNMISS.
Neben der UNMIS bestand weiterhin die African Union/United Nations Hybrid Operation in Darfur in der westsudanesischen Region Darfur.